# قهوه ماراگوگیپ

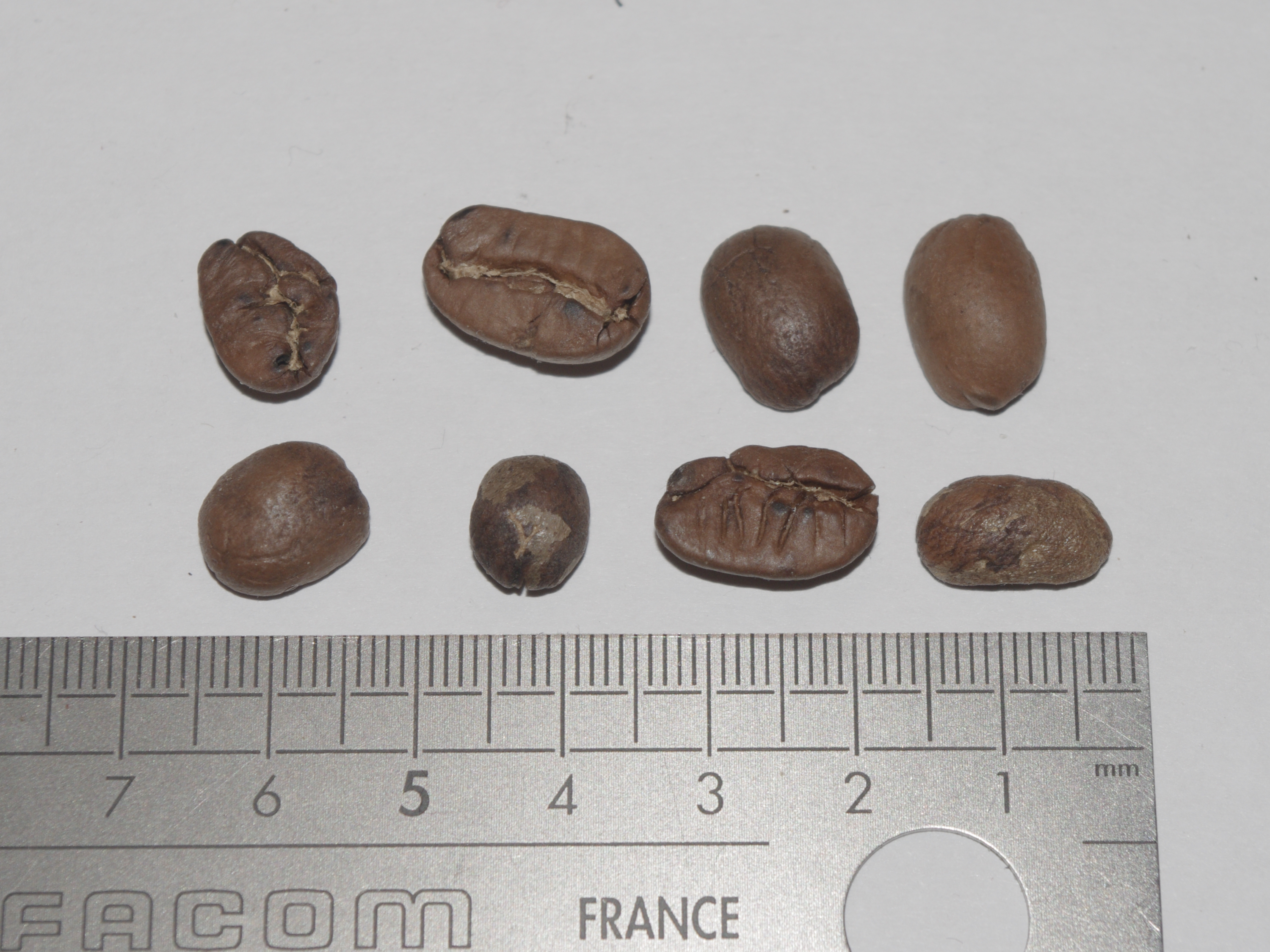
دانه ماراگوگیپ از نیکاراگوئه، با رست مدیوم

ماراگوگیپ نوعی قهوه عربیکا است که به عنوان «دانه قهوه فیل» نیز شناخته می‌شود. اعتقاد بر این است که این قهوه جهشی خود به خودی از گونه تیپیکا است که در ماراگوگیپ، باهیا در برزیل اتفاق افتاده است. دانه قهوه این گونه، اندازه بسیار بزرگتری در مقایسه با سایر دانه‌های قهوه عربیکا دارد.
طعم قهوه ماراگوگیپ بسته به خاکی که در آن رشد می‌کند، متفاوت است. خاک‌های ضعیف قهوه ای با طعم کم تولید می‌کنند. به همین دلیل است که اغلب از آن به عنوان قهوه ای با «طعم نه چندان زیاد» یاد می‌شود، اما با اجازه دادن به خشک شدن دانه‌های این قهوه با قندهای طبیعی‌اش، می‌توان طعم آن را بهبود بخشید.
ماراگوگیپ گونه‌ای کمیاب در دنیای قهوه است و طرفداران قهوه از آن استقبال می‌کنند.